# Palu (stad)
Palu is de hoofdstad van de Indonesische provincie Midden-Sulawesi (Sulawesi Tengah). De stad bevindt zich op het eiland Sulawesi, op 1.500 kilometer afstand van de Indonesische hoofdstad Jakarta, aan de monding van de rivier Palu in de tot de Straat Makassar behorende Palu-Baai.
Palu beschikt over een luchthaven met verbindingen naar Makassar, Manado en Luwuk en verder naar Balikpapan (op Borneo), Bali en Jakarta. Naast kleinere particuliere colleges is in Palu de Universitas Tadulako gevestigd, die met twee Duitse Universiteiten gezamenlijk onderzoek uitvoert.
Ongeveer 40 km naar het noordwesten, 5 km ten noorden van het stadje Donggala, bevindt zich Tanjung Karang, dat bij duikers bekend is. Vanuit Palu zijn meerdaagse uitstapjes te maken naar de zuidelijker gelegen regenwouden van het Nationaal park Lore Lindu.

## Geschiedenis

### 2018: aardbeving en tsunami
Op 28 september 2018 was er een aardbeving met een sterkte van 7,4 tot 7,7. Het epicentrum bevond zich 80 kilometer ten noorden van Palu en op 10 kilometer diepte. Een tsunami met tot vijf meter hoge golven trof de stad. Duizenden mensen kwamen om, of raakten gewond of vermist. Duizenden woningen werden verwoest, evenals een ziekenhuis, een hotel en een warenhuis. De luchthaven werd gesloten.